# Alfonso Obregón
Alfonso Andrés Obregón Cancino (Portoviejo, 1972. május 12. – ) ecuadori válogatott labdarúgó.

## Pályafutása

### Klubcsapatban
Pályafutása nagy részében az LDU Quito csapatában játszott, melynek színeiben több mint 300 alkalommal lépett pályára, ezalatt számos bajnoki címet szerzett és 2008-ban megnyerte a Copa Libertadorest. 

### A válogatottban
1995 és 2004 között 58 alkalommal szerepelt az ecuadori válogatottban. 1995. október 25-én egy Bolívia elleni barátságos mérkőzés alkalmával mutatkozott be. Részt vett a 2001-es Copa américán, a 2002-es világbajnokságon, és a 2004-es Copa américán ahol az Uruguay elleni találkozó volt az utolsó mérkőzése a válogatottban.

## Sikerei, díjai
LDU Quito
- Ecuadori bajnok (5): 1998, 1999, 2003, 2005 Apertura, 2007
- Copa Libertadores (1): 2008